# 開眼法要
開眼法要（かいげんほうよう）は、仏像、仏画、仏壇、墓などの完成の際に営まれる法要のこと。開眼供養、入魂式、魂入れとも言う。
例外として浄土真宗では、「開眼法要」・「入魂式」は営まない（詳細は#御移徙を参照）。

## 概説
仏像を造る際、大部分を完成させておいて最後に「点睛」すなわち「眼を描き込む」ことにより、人の手で作られた物としての像は仏像に成る。
像に尊い魂が入って完成することから、特に点睛を重要視し、後世「開眼法要」として儀式化した。

### 東大寺大仏
日本での開眼法要の例としては、天平勝宝4年（752年）4月9日 (旧暦)に行われた東大寺大仏（毘盧遮那仏）の開眼法要が名高い。
聖武上皇によって開催され、天竺から唐を経て日本に来た僧侶菩提僊那（ぼだい-せんな）が実際に眼を入れた。
この時、五色の紐を開眼の筆につけて集まった人々に持たせ、利益（りやく）が行き渡るようにした。

## 御移徙
浄土真宗では、本尊などに魂を込めるという概念が無いため、「御移徙」（ご-いし、お-わたまし）と呼ばれる慶事の法要を営む。
「移徙」（いと）（「徙移」〈しい〉とも言う）とは、「移り動くこと」・「移転」を意味する語であるが、特に「わたまし」とするときは「尊い人の転居」を言う敬語であり、崇拝すべき仏にもあてられる。